# Oleg Kiselyov
Oleg Kiselyov (em russo:  Олег Викторович Киселёв; Iaroslavl, 11 de janeiro de 1967) é um ex-handebolista russo, campeão olímpico.
Oleg Kiselyov ele jogou sete jogos e marcou 5 gols na campanha olímpica.